# Этуаль дю Сахель
«Этуаль дю Сахель» (араб. النـجـم الساحلي‎, фр. Étoile Sportive du Sahel) — тунисский футбольный клуб из города Сус. Основан 11 мая 1925 года. Название переводится как «Звезда Сахеля» (Сахель — географический район на Востоке Туниса, центром которого является город Сус). Единственный победитель всех международных клубных турниров КАФ.

## История
Клуб был основан учениками франко-арабской школы на улице Ларусси Зарук. Первым президентом клуба стал Чедли Бухемла. Футбольная секция клуба появилась в 1926 году. Тогда же клуб вошёл в состав Федерации футбола Туниса. «Этуаль дю Сахель» также является обладателем своеобразного достижения среди всех клубов Африки — команде удалось стать победителем всех пяти основных континентальных клубных соревнований — Лиги чемпионов, Кубка Конфедерации, Суперкубка, Кубка КАФ и Кубка обладателей кубков.

## Достижения

### Местные
- Чемпион Туниса — 10 (1949/50, 1957/58, 1962/63, 1965/66, 1971/72, 1985/86, 1986/87, 1996/97, 2006/07, 2014/15)
- Обладатель Кубка Туниса — 10 (1959, 1963, 1974, 1975, 1981, 1983, 1996, 2012, 2014, 2015)
- Обладатель Кубка лиги Туниса — 1 (2005)
- Обладатель Суперкубка Туниса — 1 (1973)

### Международные
- Лига чемпионов КАФ
  - Победитель: 2007
  - Финалист: 2004, 2005
- Кубок Конфедерации
  - Победитель: 2006, 2015
  - Финалист: 2008
- Кубок обладателей кубков КАФ
  - Победитель: 1997, 2003
- Кубок КАФ
  - Победитель: 1995, 1999
  - Финалист: 1996, 2001
- Суперкубок КАФ
  - Победитель: 1998, 2008
  - Финалист: 2004, 2007